# 1053
1053 (MLIII) je bilo navadno leto, ki se je po julijanskem koledarju začelo na petek.

## Dogodki
- 15. junij - Bitka pri Civitatu: normanske sile v južni Italiji porazijo združene sile papeške in nemške vojske ter južnoitalijanskih langobardskih kneževin. Kljub temu, da je papeška koalicija po številčnosti močnejša, jo normanska nadvlada in zajame papeža Leona IX. ter ga pridrži dokler ne prizna normanskih osvojitev v južni Italiji.
- Harald Godwinson postane grof Wesseški.
- V Kjotu na Japonskem je dokončan budistični samostan Bjodo-in.
- Berberski Almoravidi začno z vojaškimi osvajanji proti Magrebu.

## Rojstva
- 7. julij - cesar Širakava, 72. japonski cesar († 1129)
- dvojčka:
  - Rajmond Berengar II., barcelonski grof († 1082)
  - Berengar Rajmond II., barcelonski grof († 1097)
- Salomon Ogrski, madžarski kralj († 1087)
- Vladimir II. Monomah, kijevski veliki knez († 1125)

## Smrti
- 25. marec - Prokopij iz Sazave, češki opat in svetnik
- 15. april - Godwin Wesseški, angleški grof, pretendent za prestol (* 1001)
- Ilarion Kijevski, pravoslavni metropolit Kijeva in svetnik